# Saraha
Sara Kristina Larsson, mer känd under artistnamnet SaRaha, sedan 2019 även Sara Ryan, född 26 juni 1983 i Vänersborg, är en svensk popsångare och låtskrivare.

## Bakgrund
Sara Larsson föddes 1983 i Vänersborg, men flyttade 1985 till Tanzania tillsammans med sin familj, där hon sedan tillbringade stora delar av sin uppväxt. Som artonåring flyttade hon till Zimbabwe i två år där hon spelade i band med zimbabwiska musiker och uppträdde på olika klubbar och restauranger runt om i Harare. 2009 flyttade hon tillbaka till Tanzania för att fokusera på musiken. Hon arbetade mellan 2013 och 2015 som lärare i bild och form, estetisk kommunikation och engelska i Trollhättan.

## Musikkarriären
Sara Larsson slog igenom i Tanzania 2011 med låten "Tanesco" (skriven tillsammans med hennes dåvarande man och producent Samuel Lundström), under artistnamnet SaRaha. Senare samma år blev låten "My Dear", där hon samarbetade med den tanzaniska artisten Akil, nominerad i Kilimanjaro Music Awards där hon även gjorde sitt första stora liveframträdande på nationell tanzanisk TV. 2014 släpptes SaRahas första album Mbele Kiza, där hon samarbetar med bland andra Marlaw och Dully Styckes. Under 2014 blev hennes musik uppmärksammad även i Sverige och låten "Mbele Kiza" kom in som utmanare i Svensktoppen. 
SaRaha medverkade i Melodifestivalen 2016 med låten "Kizunguzungu", skriven av henne själv, Anderz Wrethov och Arash Labaf. SaRaha gick tillsammans med Boris René vidare till Andra chansen i Halmstad från den tredje deltävlingen i Norrköping. I Andra chansen duellerade SaRaha mot Isa och tog sig vidare till finalen. I finalen slutade hon på nionde plats.
I Melodifestivalen 2019 var hon en av låtskrivarna till Andreas Johnsons bidrag "Army of Us". Bidraget gick från den andra deltävlingen vidare till Andra chansen som sändes från Nyköping den 2 mars.
SaRaha är låtskrivare till Fröken Snusks låt "Unga & fria" i Melodifestivalen 2024, i den andra deltävlingen.

## Diskografi

### Album
2014
- Mbele Kiza

### Singlar
2011
- Tanesco
- My Dear (Akil feat. Saraha)
- Fei (Fid Q feat. Saraha)

2012
- Jambazi
- Don’t Cry (Makamua feat. Saraha)
- There is You
- Usiku wa giza (Nako 2 Nako feat. Saraha)
- Siongopi (Joh Makini feat. Saraha)
- Mazoea (Big Jahman feat. Saraha & Nura)

2013
- Mbele Kiza
- Unieleze (feat. Linex)
- Dream (Hustler Jay feat. Saraha)
- Ghetto Love (Magenge ft. Saraha)
- Chips Mayai (Q Chilla feat. Saraha)

2014
- Dadido (feat. Big Jahman)
- Shemeji
- Kila Ndoto (feat. Marlaw)
- Habibty (Akil feat. Saraha)

2015
- Tuongee (Makamua feat. Saraha)

2016
- Kizunguzungu
- Kengele

## Videografi
| År   | Titel                                |
| ---- | ------------------------------------ |
| 2011 | "Tanesco"                            |
| 2011 | "My Dear (Akil feat. Saraha) "       |
| 2012 | "Jambazi"                            |
| 2012 | "Don’t Cry (Makamua feat. Saraha)"   |
| 2012 | "There is you"                       |
| 2012 | "Mtusikie (Kesh Dilla feat. Saraha)" |
| 2012 | "Je ni nani (Ras six feat. Saraha)"  |
| 2013 | "Ghetto Love (Magenge feat. Saraha)" |
| 2014 | "Shemeji"                            |
| 2014 | "Habibty (Akil.feat Saraha)"         |
| 2015 | "Yerere"                             |
| 2015 | "Tuongee (Makamua feat. Saraha)"     |